# إدوار سباش
إِدْوَارْ سْبَاشْ (بالفرنسية: Édouard Spach)‏ كان عَالِمَ نباتٍ فرنسياً، ولد في 23 نوفمبر 1801 بستراسبورغ وتوفي في 18 مايو 1879 بباريس.